# 啡底股
啡底股，香港股市術語，意指每股股價超過500港元的股票，因為500元香港紙幣是以咖啡色為背景，故稱「啡底」。
2013年12月31日，騰訊控股（港交所：700）突破500元大關，成為香港股市首隻啡底股。為了降低投資門檻及增加股票流通性，股票在翌年5月15日由一股拆至五股，使股價回落至每股一百多元。如此下來，唯一的啡底股也不復存在。此情況一直維持逾七年，直至2020年6月24日，騰訊開市終再試500元樓上，惜未能維持至收市；2020年7月2日，該股於拆細後首次以啡底股身份收市，收市價達518.5元。同年9月28日，再鼎醫藥（港交所：9688）上市，以562元招股，是首隻招股價已達啡底的港股，上市至今亦一直維持啡底身份。同年11月9日，新東方教育（港交所：9901）上市，以1190元招股，成為港股史上最高股價的股票，更是首隻股價過千的股票，因港幣千元紙幣俗稱「金牛」，因而該股亦被稱為「金底股」，同年12月再鼎醫藥亦晉身金底股行列；然而新東方於翌年3月10日一拆十，一下子由金底降為紅底股，再鼎醫藥成為至今唯一金底股。2021年1月19日，香港交易所（港交所：388）股價亦成功突破500元，晉身啡底股行列。